# Токтај
Тохта-кан, познат је и под именом Токтај  , је био господар Татара са запада , тј. кан Златне хорде од 1291. године све до своје смрти 1312. године. Владао је из града Сараја   на доњој Волги , тј. на реци Атхуба .
Био је праунук Бату-кана.
Био је способан и обазрив човек .
Токтај (такође се пише Токта, Токту, Токтаи, Токту или Токтога; умро око 1312. године), је био кан Златне Хорде од 1291. до 1312. године. Био је син кана Менгу-Тимура и праунук Бату Кана.
Његово име "Токтај" значи "држање" на монголском језику.

## Рана владавина под намесништвом Ногаја
Године 1288. кана Токтаја су збацили његови рођаци. Године 1291. повратио је престо уз помоћ Ногај-кана. Кан Токтај је тада Ногају поклонио Крим. Ногај је потом одрубио главе многим монголским племићима који су били присталице кана Толобуге, захваљујући свом новом наводном марионетском кану.
Кан Токтај је желео да елиминише полунезависност руских кнезова. У том циљу, послао је свог брата Тудана да изврши инвазију на Владимир-Суздаљ 1293. године, чији је кнез Дмитриј подржао Ногаја. Туданова војска је опустошила четрнаест градова. Сам кан Токтај (овде познат као Тохта-Темур) отишао је у Твер и приморао кнеза Димитрија Александровича, Ногајевог савезника, да абдицира. Руски хроничари су ове догађаје описали као „Повратак суровог времена Бату - кана“. Неки извори сугеришу да су кан Токтај и Ногај радили заједно.
Убрзо након тога, кан Токтај и Ногај су започели смртоносно ривалство. Канов таст Саљидај из Кунгирада, његова жена Бехлемиш, унука Толуја и други Џингисиди у Хорди такође су се жалили на Ногајеву супротност њему. Ногај је одбио да дође на двор кана. Такође су се разилазили око трговачких права Млечана и Ђеновљанских трговаца.
Снаге кана Токтаја изгубиле су прву битку против Ногаја 1296–1297. године. Ногај се није потрудио да га јури, већ је одлучио да се врати у своје земље. Кан Токтај је замолио Илкана Газана за помоћ. Овај је то одбио јер није желео да се меша у њихове свађе. Године 1300. кан Токтај је коначно победио Ногаја у бици на реци Кагамлик, југо-југозападно од града Полтаве, и ујединио под својом влашћу земље од Волге до Дона. Ногајев син Чака је побегао прво у земљу Алана, а затим у Бугарску, где је владао као њихов цар. То је кана Токтаја толико разбеснело да је Чакин зет Теодор Светослав убрзо потом учествовао у завери да се он збаци. Цар Чака је пронађен задављен и његова глава је послата кану Токтају да покаже оданост цара Теодора Светослава и бугарског племства. Кан Токтај је потом поделио Ногајеве земље, које су се протезале од Крима и руских кнежевина до модерне Румуније, између свог брата Сареибуга и његових синова.

## Сукоб с Ногајем

### Посета Тотамонгуових синова
Кана Златне хорде, Тотамонгуа, је убио известан и моћан човек по имену Толобуга уз помоћ другог татарског кана Ногаја. Кан Толобуга је владао кратко и онда умро, а на престо је тада дошао Токтај.
У међувремену, Тотамонгуова два сина су порасла до тог узраста да могу да носе оружје, а обојица су била мудра и обазрива. Два брата окупила су лепу свиту и упутила се на Токтајев двор, где су се, на коленима, преставили с толико учтивости и понизности да им је кан Токтај пожелео добродошлицу и заповедио да устану.
Тад се старији обратио кану Токтају:
Честити господине Токтаје, рећи ћу вам најбоље што умем због чега смо дошли на двор. Ви знате да смо синови Тотамнгуа којег су смакли Толобуга и Ногај. О Толобуги немам ништа да кажем, будући да је мртав; али, ми захтевамо да Ногаја стигне правда због убиства нашег оца, и ми вас молимо као законитог владара да нам то допустите. То је циљ наше посете вашем двору. 
Кад је кан Токтај чуо шта је младић рекао, знао је да је рекао истину, и узвратио му је овако:
Драги пријатељу, радо ћу се одазвати твом захтеву да Ногаја стигне правда, и у том циљу позваћемо га да се појави на двору, и урадићемо све што правда захтева. 

### Избијање рата
Потом је Токтај послао два гласника по Ногаја и наредио му да се појави на двору и Тотамонгуовим синовима положи рачун за смрт њиховог оца; али, Ногај се насмејао на ову поруку и рекао гласницима да се неће одазвати.
Кад је кан Токтај чуо Ногајев одговор, страховито се разбеснео и пред свим окупљеним рекао:
Уз Божју помоћ, или ће Ногај изаћи пред мене да положи рачун Тотамонгуовим синовима или ћу све своје људе подићи на њега.
Кад је Ногај поуздано дознао да се кан Токтај спрема да с великом војском пође на њега, и он је такође извео опсежне припреме, али не тако велике као кан Токтај, јер, иако угледан и моћан кан, није био тако угледан и моћан као кан Токтај .

### Припремање за коначан бој
Кад је Токтајева војска била спремна, он је стао на чело 200.000 коњаника и у прави час избио у пространу и лепу равницу Нерги, где се улогорио и чекао свог супарника . Уз њега су била и два Тотамонгуова сина који су, са лепом групом коњаника, пристигли да освете смрт свог оца.
Два дана касније је кан Токтај окупио своје заповеднике и рекао им:
Господо, овде смо дошли да потучемо кана Ногаја и његове људе, а за то имамо ваљане разлоге, јер знате да је ова мржња и злоба потекла од Ногајевог одбијања да положи рачуне Тотамонгуовим синовима; и будући да је наша побуда праведна, имамо све разлоге да се надамо победи. Стога се надајте добром, али у сваком случају знам да сте ви храбри људи и да ћете дати све од себе да потучете непријатеља. 

### Коначан бој
Следећег дана припремили су се за бој. Кан Токтај је своју војску распоредио у 20 дивизона, од којих је сваки имао доброг вођу и заповедника.
После дуге и очајничке борбе у којој су два кана, као и два Тотамонгуова сина, истакла неизмерном храброшћу, Токтајева војска била је потучена до ногу, и на крају су је Ногајеви људи потиснули са бојног поља уз страховит покољ, будући да су, иако мање бројни, били много бољи ратници од својих противника, целих 60.000 људи пало је увом боју, али су кан Токтај, као и два Тотамонгуова сина побегла .

### Крај рата
Али убрзо је наступио преокрет. Ногај је доживео слом и погинуо је, а његова огромна држава, која се простирала од подручја данашње Румуније, од Железних Врата и Дунава, до иза Крима, се распала. Хронологија овог догађаја још није утврђена; датуми се разилазе у крупној мери .

### Последице
Кад су настале међу Ногајевим наследницима међусобне борбе, одлучио се бугарски цар Смилец, да се ослободи татарске врховне власти. Да то постигне он се обратио за помоћ српском краљу Милутину. Споразум између Срба и Бугара требало је да утврди брачна веза између Милутиновог сина Стефана и Смилцеве кћери Теодоре. Али се цар Смилец није могао одржати. Њега је срушио с власти Теодор Светослав Тертер у заједници с Ногајевим сином Чаком (Чаком), који је погубљен касније по наређењу Теодора Светослав. Шта се догодило после са царем Смилцем није познато .
Бугарска се тада фактички распала на неколико удеоних кнежевина. Постојање царске власти било је само повод за сталне борбе између бојара за царску титулу .

## Позна владавина
Док је кан Токтај био заузет обрачуном са Ногајем, Бајан Кан је затражио његову помоћ против побуњеника у Белој Хорди. Нажалост, кан Токтај није могао да му пошаље никакву помоћ. Године 1301. кан Бајан је био приморан да побегне код кана Токтаја. Кан Токтај му је затим помогао да поново потврди свој ауторитет нападом на Куруичика, којег је подржавао кан Каиду. Снаге Златне Хорде су тада победиле у сукобу са Чагатајским каном Дувом и Каидуовим сином Чапаром.
Након што је учврстио своју контролу над руским кнежевинама и кипчакским степама, кан Токтај је захтевао да Илкан Газан врати регионе Азербејџана и Арана. Кан Газан је одбио његов захтев и одговорио: "Та земља је била освојена индијанским челичним мачевима наших предака!" Кан Токтај је тада одлучио да обнови некадашњи савез са египатским Мамелуцима и послао им је своје изасланике. Током владавине кана Олџеитуа, војске Златне Хорде и Илканата су се упустиле у мале пограничне сукобе, али то није дуго трајало.
Године 1304. у Сарај су стигли гласници из Чагатајског каната и династије Јуан. Они су представили план својих господара и идеју мира. Кан Токтај је прихватио номиналну супремацију јуанског цара Темура Олџеитуа (Ченгзонга), унука Кублај-кана; у исто време кан Олџеиту који је владао Илканидском Персијом, само је уступио земљу Аран кану Токти, а кан Дува је задржао номинални суверенитет у Чагатајском канату. Такође је обновљен поштански систем и трговачки путеви. Златна Хорда је послала два тумена (20.000) да ојачају границу Јуана.
Кан Токтај је ухапсио италијанске становнике Сараја и опсео град Кафу 1307. године. Разлог за то је очигледно било Токтајево незадовољство италијанском трговином турским робљем који су углавном продавани као војници египатском султанату Мамелука. Ђеновљани су се одупирали годину дана, али су 1308. године, запалили свој град и напустили га. Односи између Италијана и Златне Хорде остали су напети све до 1312. године када је кан Токтај умро током припрема за нови војни поход на руске земље. Неки извори су тврдили да је умро без мушког наследника. Али Јуан ши и неки муслимански извори наводе да је имао најмање три сина и да су једног од њих убили присталице кана Узбега.
Иако је био шаманиста, занимао га је будизам. Био је последњи немуслимански кан Златне Хорде.
Кан Токтај се 1297. године, оженио Маријом Палеолог, ванбрачном ћерком византијског цара Андроника II Палеолога. Њихова ћерка Марија се касније удала за Наримунта, великог војводу Литваније.

## Токтајеве територије
Токтај је као кан Златне хорде владао:
- Команијом,
- Аланијом,
- Лаком,
- Менгиаром,
- Циком,
- Гутијом,
- Гацаријом,
- Русијом [1].

## Односи са Русијом
Провинција Русија је тада била веома пространа област . Њени становници су хришћани православци.
Земља плаћа данак кану Токтају, са чијим поседима долази у додир на источним границама. Унутар граница Русије, у огромним количинама сакупљало се крзно хермелина, арколина, самура, куна, лисица и других животиња из тог рода, као и много воска. Имало је неколико рудника, из којих су се добијале велике количине сребра.
Русија је необично хладна област, која се простире чак до Северног океана, где се у огромном броју хвата северни и сиви соко, и одатле односи у друге делове света .

### Начин управљања Русијом
Кан Токтај удара намет на освојене руске земље и поставља тамо управљаче, баскаке, са мањим одредима војника који имају дужност да надгледају становништво, које је преостало после Татарске најезде. Татарски чиновници су пребројавали становништво да би му наметнули порез. Једино су свештена лица била ослобођена пореза, и: уопште узев, Татари остављају православној руској цркви све њене повластице и не прогоне је.
Осим скупљања данка, они се не мешају у послове освојених области, које остављају руским кнежевима, али задржавају право да их потврђују у томе звању; зато руски кнежеви морају да одлазе у Хорду , у Сарај  и траже од кана Токтаја  јарлик (повељу)  на кнежевину  који им даје кнежевску власт  .
Русија је потпадала под Златну Хорду као скуп вазалних кнежевина. Он није имао своје власти у Русији, али су кнежеви заступали свој народ непосредно пред Токтајевим повереницима (даруга) у Сарају и да сами скупљају данак (харач) на основу врло строго спроведеног пописа становништва и његове имовине. Како је текла његова владавина све је слабија била његова власт у Русији . Татари од тад нису дирали у политичку организацију Русије, већ су једним јарликом подарили једноме од руских кнежева титулу великога кнеза обавезујући га да прикупља и предаје Хорди данак свих осталих кнежева. Преостали кнежеви покоравају се такође; понекад они чак обуздавају покушаје побуне становништва, које губи стрпљење због глобљења и насиља што га врше скупљачи пореза .

#### Последице
Татарски јарам је имао као велику последицу то, да је одвојио Русију од Западне Европе. Затим, он је допринео знатно суровости и грубости народних обичаја и административне праксе. Много оријенталског ушло је преко Татара у руски живот. Позајмила је Русија, управо Москва, можда и понеку корисну црту у организацији власти, финансија, статистике, али се ова позитивна добит сасвим губи при упоређењу са големим злом, које су зла времена несумњиво донела .

### Руске земље
За време његове владавине Русијом је владала велика кнежевина Владимир, а Русија је била подељена на:
- Ростовску кнежевину,
- Перејаславску кнежевину,
- Јуријевску кнежевину,
- Стародубску кнежевину,
- Суздаљска,
- Костромска,
- Московска [5],
- Тверска,
- Смољенска,
- Јарославска,
- Рјазанска,
- Њижегородска [4].

### Односи са Московском кнежевином
Московска кнежевина, захваљујући своме географском положају и извесним економским посебностима, привлачи велики број становника, те та чињеница много олакшава московским кнежевима њихову улогу „ујединитеља”. Веома шумовита, заштићена од спољних напада суседним кнежевинама, она пружа против могућих најезди Татара и Литванаца много боље услове безбедности него што их имају остали делови Североисточне Русије. Осим тога, речни путеви који олакшавају живу трговину укрштају се ту и привлаче насељенике, којима годи могућност да заради од трговине додају још и добит од пољопривреде. Овај прилив нових становника, увећавајући материјално богатство московских кнежева, појачава истовремено и њихову политичку улогу и припрема им успех, који они себи обезбеђују стављајући се у службу кана Токтаја .
Њен први владар кнез Данило је водио борбу са својом браћом, великим кнезовима владимирским Димитријем (1283) и Андрејом (1296). Године 1302, по тестаменту  свог братанца кнеза Ивана Дмитријевича , добио је град Перејаслављ   и тиме је знатно проширио своју кнежевину према северо-истоку. Кнеза Данила Рјуриковича је руска црква уврстила у ред светаца .
Та Кнежевина је била омиљена кану Токтају, у његовом харему и код њихове владе. Он је, помажући Московској кнежевини, високо дизао њен ауторитет и моћ и тако је сам, до душе несвесно, поткопавао темеље своје властите моћи. Московски кнежеви су са својим одредима помагали кану Токтају и у њиховим казненим експедицијама. Међутим сама Московска кнежевина је била поштеђена од татарских најезда .

## Смрт
Умро је 1312. године, а наследио га је Узбег-кан.